# Vladimir Bukal
Vladimir Bukal (ur. 1 listopada 1939, zm. w nocy z 20 na 21 sierpnia 2008 w Zagrzebiu) – chorwacki szachista i trener szachowy, mistrz międzynarodowy.

## Kariera szachowa
Kilkukrotnie uczestniczył w finałach indywidualnych mistrzostw Jugosławii, a następnie Chorwacji. Największe sukcesy w swojej karierze odniósł w kategorii "weteranów" (zawodników powyżej 60. roku życia), w 2001 i 2003 r. zdobywając brązowe medale mistrzostw świata, natomiast w 2002 r. – tytuł mistrza Europy.
Do innych jego sukcesów na arenie międzynarodowej należały m.in. 
- I m. w Rzymie (1985, turniej B),
- II m. w Dortmundzie (1987, turniej B, za Romualdem Mainką),
- dz. I m. w St. Ingbert (1988, wspólnie z Lwem Gutmanem),
- dz. I m. w Reggio Emilia (1989/90, turniej B, wspólnie z Pascalem Hornem(inne języki)),
- dz. II m. w Paksie (1997, za Dragoșem Dumitrache).

Najwyższy ranking w karierze osiągnął 1 stycznia 1986 r., z wynikiem 2465 punktów dzielił wówczas 22-27. miejsce wśród jugosłowiańskich szachistów.
Jego syn, Vladimir Bukal junior, jest również znanym szachistą i posiada tytuł mistrza międzynarodowego.